# Бондаренко, Борис Дмитриевич
Борис Дмитриевич Бондаренко (1925—2006) — советский физик-ядерщик, доктор технических наук, лауреат Ленинской премии (1959).

## Биография
Борис Дмитриевич Бондаренко родился 20 декабря 1925 года в г. Полтаве (УССР).
Мать Бориса Бондаренко — Софья Михайловна Бондаренко (дев. Рыжкова, 1884 — 1967), происходила из древнего дворянского рода Рыжковых (Рышковых), внесённого в 6-ю часть родословной книги дворян Курской губернии. Учительствовала в земской школе. Отец Бориса Бондаренко — Дмитрий Захарович Бондаренко (1882 — 1970), родился в Парасковеевской волости Константиноградского уезда Полтавской губернии. Работал бухгалтером. Симпатизировал толстовцам.
Летом 1941 года после начала Великой Отечественной войны семья Бондаренко была эвакуирована в г. Миасс Челябинской области, где Борис закончил школу. В январе 1943 года призван в армию и зачислен курсантом 2-го Томского артиллерийского училища, по окончании которого в звании младшего лейтенанта был направлен в 156-ю тяжелую гаубичную артиллерийскую бригаду Резерва главного командования, а оттуда — на фронт в должности командира батареи 152-мм гаубиц-пушек. С июня 1944 года воевал на фронтах Великой Отечественной войны (2-й и 3-й Белорусский фронт) в должности командира взвода. В июне 1946 года назначен начальником разведки, с марта 1946 года начальник разведки артиллерийского дивизиона. Боевые награды — орден Красной Звезды, медаль «За взятие Кенигсберга», медаль «За победу над Германией».
После демобилизации в июне 1946 года поступил на физический факультет Московского государственного университета им. М. В. Ломоносова (отделение ядерной физики), который окончил с отличием в декабре 1951 г. По окончании МГУ был направлен в КБ-11 (г. Саров). В феврале 1952 года начал работать в теоретическом отделе Я. Б. Зельдовича, в лаборатории Е. И. Забабахина.
Участник разработки первой советской двухступенчатой термоядерной (водородной) бомбы (РДС-37), успешно испытанной 22 ноября 1955 года.
В 1959 г. за разработку новых ядерных зарядов Б. Д. Бондаренко получил Ленинскую премию. В 1962 году удостоен Благодарности Совета Министров Союза ССР «За особые заслуги при выполнении задания партии и правительства по разработке и совершенствованию термоядерного оружия и успехи в развитии атомной науки и техники».
Начав свой трудовой путь в 1952 году в должности лаборанта, в 1958 году Бондаренко Б. Д. стал и. о. зам. начальника теоретического сектора. С 1960 года возглавил теоретический отдел.
Кандидат физико-математических наук (1964) и доктор технических наук (1964).
Б. Д. Бондаренко внес существенный вклад в создание оборонного щита Отечества, став одним из основных разработчиков ряда специальных изделий с повышенными тактико-техническими характеристиками, переданных в серийное производство и явившихся основой ядерного вооружения страны. Первым атомным оружием для подводных лодок стала торпеда Т-5 (разработчик заряда Б. Д. Бондаренко). Он много сделал для реализации идеи повышения экономичности и эффективности ядерных зарядов за счет применения газовой компоненты. Много времени уделял вопросам инициирования ядерных зарядов.
Участвовал в нескольких десятках испытаний ядерных зарядов на полигонах Министерства обороны в качестве автора-разработчика, научного руководителя разработки либо руководителя испытаний в составе государственной комиссии.
Важную роль сыграли работы Б. Д. Бондаренко по совершенствованию методов проведения полигонных опытов и физических измерений. Среди обширного круга вопросов, которыми занимался Б. Д. Бондаренко: разработка и испытания ядерных зарядов, обеспечивающих ядерную взрывобезопасность, постановка и проведение полигонных физических опытов по проверке работоспособности ядерных зарядов в различных условиях эксплуатации и при различных внешних воздействиях, разработка и совершенствование методик измерения энерговыделения ядерных зарядов в полигонных условиях.
Член Научно-технического совета № 2 (НТС № 2) с 1969 по 1983 год.
Совместно с сотрудниками отдела осуществил большой цикл фундаментальных исследований по разработке ядерных зарядов повышенной радиационной стойкости, способных преодолевать противоракетную оборону, предложил и разработал совокупность малогабаритных ядерных зарядов для торпед и зенитных управляемых ракет, успешно испытанных и применявшихся как в боеприпасах, так и в программе промышленных ядерных взрывов (в ликвидации газового факела на месторождении Урта-Булак, в глубинном зондировании земной коры с целью уточнения расположения рудных месторождений).
Расчетно-теоретический отдел, который Б. Д. Бондаренко возглавлял в течение многих лет, явился кузницей высококвалифицированных научных кадров. Ряд сотрудников его отдела стали крупными учеными, руководителями отрасли и её институтов. Среди них академики РАН В. Н. Михайлов, Р. И. Илькаев, В. П. Незнамов и др.
За многолетнюю работу по обеспечению безопасности страны Б. Д. Бондаренко награжден орденами Ленина, Трудового Красного Знамени, Октябрьской Революции.
Автор и соавтор свыше 400 научных отчетов и 10 авторских свидетельств на изобретения.
В последние годы занимался вопросами истории атомного проекта СССР. Написал статью, опубликованную в журнале УФН, и брошюру «Как школьник мировую проблему решал, или кое-что о термояде», посвященные О. А. Лаврентьеву. Занимался поиском путей решения проблемы УТС. Продвигал и организовал перевод и публикацию Лос-Аламосского «букваря», изданного на русском языке с его предисловием в 2004 году.

## Награды
- Медаль «За взятие Кенигсберга»
- Медаль «За участие в Великой Отечественной войне»
- Орден Красной Звезды
- Лауреат Ленинской премии (1959)
- Орден В. И. Ленина (1962)
- Медаль «20 лет Победы Великой Отечественной войне 1941—1945»
- Юбилейная медаль «50 лет Вооруженным силам СССР» (1968)
- Юбилейная медаль «За доблестный труд. В ознаменование 100-летия со дня рождения В. И. Ленина» (1970)
- Орден Октябрьской революции (1971)
- Медаль «30 лет Победы Великой Отечественной войне 1941—1945»
- Юбилейная медаль «60 лет Вооруженным силам СССР»
- Орден Великой Отечественной войны II степени (1985)
- Медаль «40 лет Победы Великой Отечественной войне 1941—1945» (1985)
- Юбилейная медаль «70 лет Вооруженным силам СССР» (1988)
- Медаль «50 лет Победы в Великой Отечественной войне 1941—1945» (1995)
- Медаль 100-летие Георгия Жукова